# Нистор, Стельяна
Стелья́на Ни́стор (рум. Steliana Nistor, род. 15 сентября 1989) — румынская гимнастка (спортивная гимнастика). Бронзовая медалистка Олимпийских игр 2008 года (в командных соревнованиях) и чемпионата мира 2007 года (в абсолютном первенстве). Неоднократная медалистка чемпионатов Европы.
Начала заниматься гимнастикой в возрасте 5 лет под руководством олимпийской чемпионки Михаэлы Станулет. С 2005 года вошла во взрослую сборную страны. Нистор была сильна в упражнениях на брусьях, что является редкостью для румынской сборной. В частности, на Олимпиаде 2008 в командном многоборье, она получила за брусья 16.150 баллов. Команда Румынии завоевала бронзовые медали на этой Олимипиаде, в личном многоборье Стельяна Нистор заняла 5-е место, в финале упражнений на брусьях 7-е место. Несколько недель спустя, на румынском телевидении, гимнастка объявила о том, что вынуждена закончить карьеру из-за непрекращающихся болей в спине.
После завершения карьеры Нистор получила спортивное образование и работала тренером в своем родном городе Сибиу. Несколько позже она получила работу тренером по спортивной гимнастике в Норвегии.